# Charles Louis Gratia
Pour les articles homonymes, voir Gratia.
 (octobre 2014).
Charles Louis Gratia, né le 9 novembre 1815 à Rambervillers (Vosges) et mort le 11 août 1911 à Montlignon (Val-d'Oise), est un peintre et pastelliste français.

## Sa jeunesse
Le père de Charles-Louis Gratia, Nicolas Gratia, s’installe à Rambervillers après avoir été marin sous l’Empire.
Venu tout jeune à Paris avec sa famille, Charles Louis Gratia entre à l’École des beaux-arts où il est l’élève d'Henri de Caisne, qui lui prédit un brillant avenir. Gratia se spécialise dans le pastel. L'historien d'art Charles Blanc écrit : « Il n’a pas de rival dans son genre ; il sait lui donner la vigueur des coloris, l’harmonie, la chaleur de ton, unies à la fraîcheur et au velouté des teintes…[réf. nécessaire] ».
Il débute au Salon de 1837 en exposant trois pastels, dont les portraits de Mlle Judith, actrice, et du tragédien Prosper Gothi. Puis il expose successivement les portraits de Mayer Schmerb (1840), d'Ester de Beauregard (1841), de Mlle Élisa de Borsgoutiers, étoile des variétés. Ce dernier portrait lui vaut sa première médaille. Il exécute également les portraits au pastel du comte d’Eu, de la comtesse de Solms et un portrait à l'huile de Frédéric Chopin (1838).
Il fréquentait des personnalités comme Victor Hugo, Alphonse de Lamartine ou Ernest Meissonnier, et fut l'ami du comédien Frédérick Lemaître.

### L'exil à Londres

#### Des débuts difficiles
Compromis par ses relations avec la monarchie de Juillet, il prend la diligence à Boulogne-sur-Mer avec sa femme et ses deux filles pour traverser la Manche. C'est en compagnie de Frédérick Lemaître que Gratia gagne Londres en 1850.
En l'absence de commandes pendant les deux premières années de son séjour en Angleterre, il fabrique des crayons pour la grande fabrique de couleur Neumann, où il broie des poudres de pigments colorées.
Le marchand Neumann expose dans ses grandes vitrines quelques-unes de ses œuvres et le présente à des collectionneurs, auprès desquels il acquiert une réputation comme pastelliste.
Il installe domicile et atelier au palais du cardinal Nicholas Wiseman à Fitzroy-Square à côté de Regent's Park.

#### La renommée
Gratia produit une série de portraits dont celui de lord Willoughby, premier chambellan de la Reine.
Dans son traité sur ce genre de peinture, le peintre insiste tout particulièrement sur la qualité des crayons ; certaines poudres, très rares, viennent de l’Inde, cueillies sur les étamines d’étranges fleurs ou sur les ailes de ses papillons des tropiques.
Gratia peint le portrait de la reine Victoria par l'entremise de lord Willoughby qui aurait parlé à la reine de son ami. Elle posa à la condition que ce portrait ne fût pas exposé pour ne pas exciter la jalousie des peintres anglais, notamment Franz Xaver Winterhalter, le peintre officiel de la cour. Près du palais royal était une vieille maison propriété du premier Chambellan ayant appartenu à Oliver Cromwell, où la reine aurait fait plusieurs séances de pose, souvent accompagnée du prince consort.
Il réalise le tableau de La Liseuse à Londres, qui sera acquis plus tard par l'État français pour le palais de l'Élysée à Paris. Il en fera deux répliques, dont l’une fut conservée par son fils[réf. nécessaire]. La Liseuse est le portrait de sa seconde fille, Louise, alors âgée de 19 ans.
De 1850 à 1857, Gratia envoie chaque année des pastels au Salon : Le Corsaire Turc (1861), Jeune Liseuse (1864), Lady Norreys (1865), Le Naturaliste Édouard Verreaux (1866), Tête d’étude d’homme(1867), Jeune femme jouant avec une perruche (1868), Le Maréchal B… (1869), Hommes d’armes et Le Général comte de Montaigne (1874).

Œuvres non localisées attribuées à Charles Louis Gratia
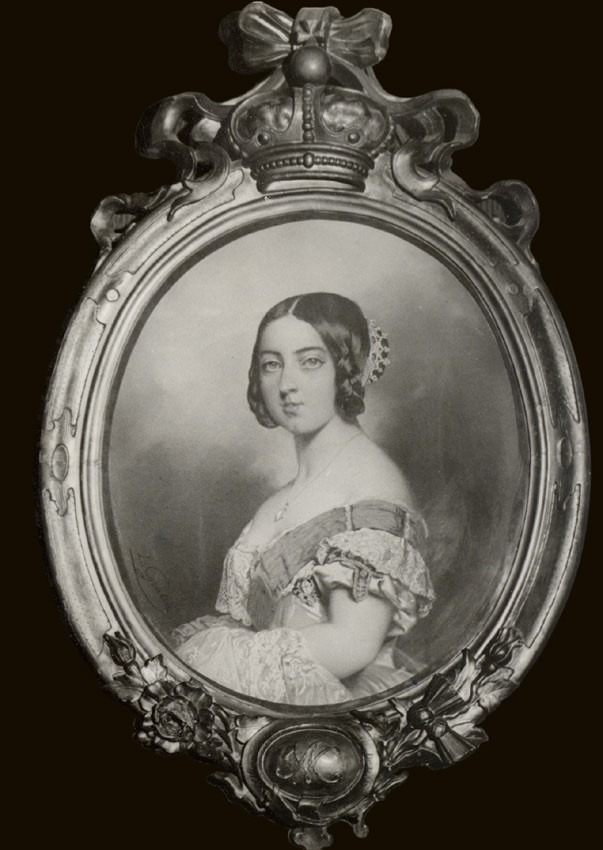
La reine Victoria
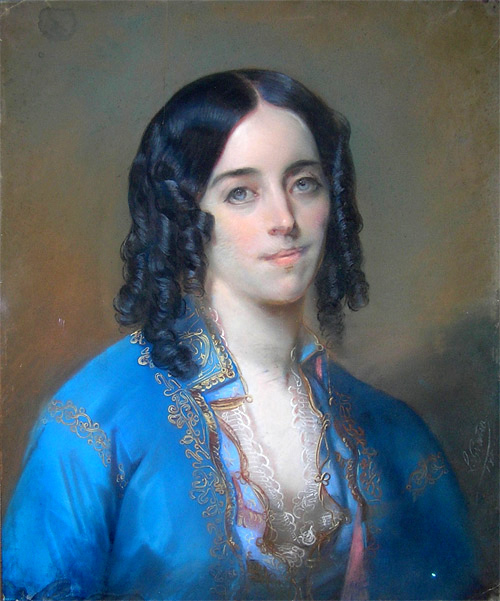
Portrait de George Sand (vers 1835)
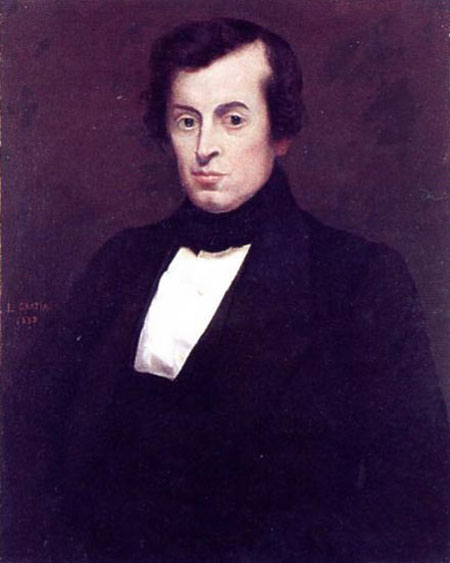
Portrait de Frédéric Chopin (1838)
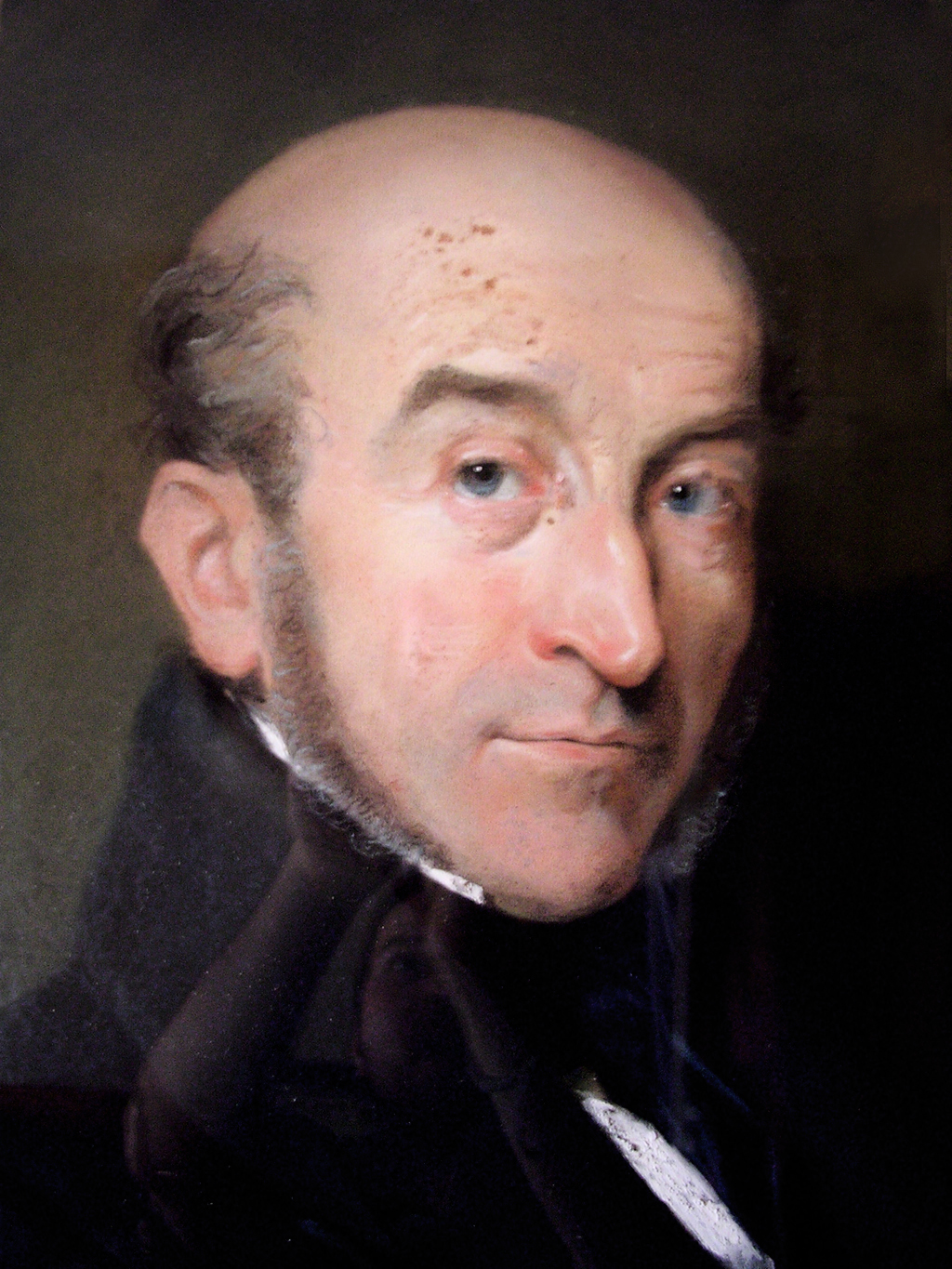
Portrait de Nicolas Gratia, son père (1850)
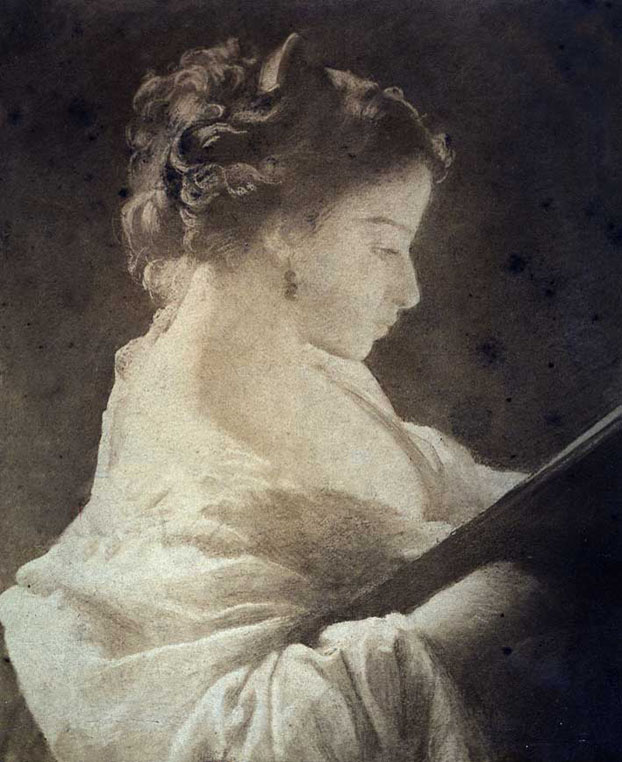
La Liseuse

## Le retour en France

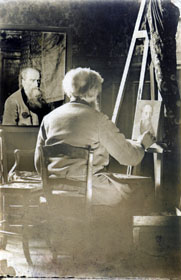
Charles Louis Gratia à Montlignon, photographie anonyme.

En 1867, après 17 ans d'absence, Gratia regagne la France et vient habiter Lunéville où sa fille Louise meurt peu de temps après son retour. Le couple divorce. Le retour est rempli de désillusions, les commandes se raréfient et son succès décline.
Après un remariage, il a eu deux fils, Louis Émile (1878-1962), musicien et musicologue, et Maurice, acteur.
Il peint les portraits de la baronne Salomon de Rothschild et de Mgr Charles Lavigerie alors évêque de Nancy. Il a encore exposé à la Société des amis des arts de l’Académie de Stanislas, où il remporte une médaille en 1868 et la médaille d’honneur en 1870.
En 1884, il réalise au pastel un portrait présumé d'Eugène Pereire.
À l’Exposition universelle de 1900, il envoie un Ecco Homo, et deux pastels au dernier Salon[Lequel ?] : La Jeune Femme au chapeau rose et La Femme au collier.
Gratia est l’auteur du Traité de la peinture au pastel (Paris, 1891).
Il est à l'origine de la création de l'Association des artistes lorrains, encore présente dans l'est de la France, et qui a compté dans ses membres des artistes de l'École de Nancy.
Charles Louis Gratia s'installe à Montlignon, près de la forêt de Montmorency, en compagnie de sa seconde femme. Gratia meurt ruiné le 11 août 1911.

## Hommages et distinctions
Quelques mois avant sa mort, en juin 1911, Léon Bonnat lui remet la croix de chevalier de la Légion d'honneur.
Ses admirateurs érigent[Où ?] une stèle à son effigie. À Rambervillers, sa ville natale, une rue porte son nom, ainsi qu'un prix artistique créé dans les années 1980